# Тебесса
Тебесса (араб. تبسة, фр. Tébessa) — місто на північному сході Алжиру. Адміністративний центр однойменного вілаєту.

## Історія

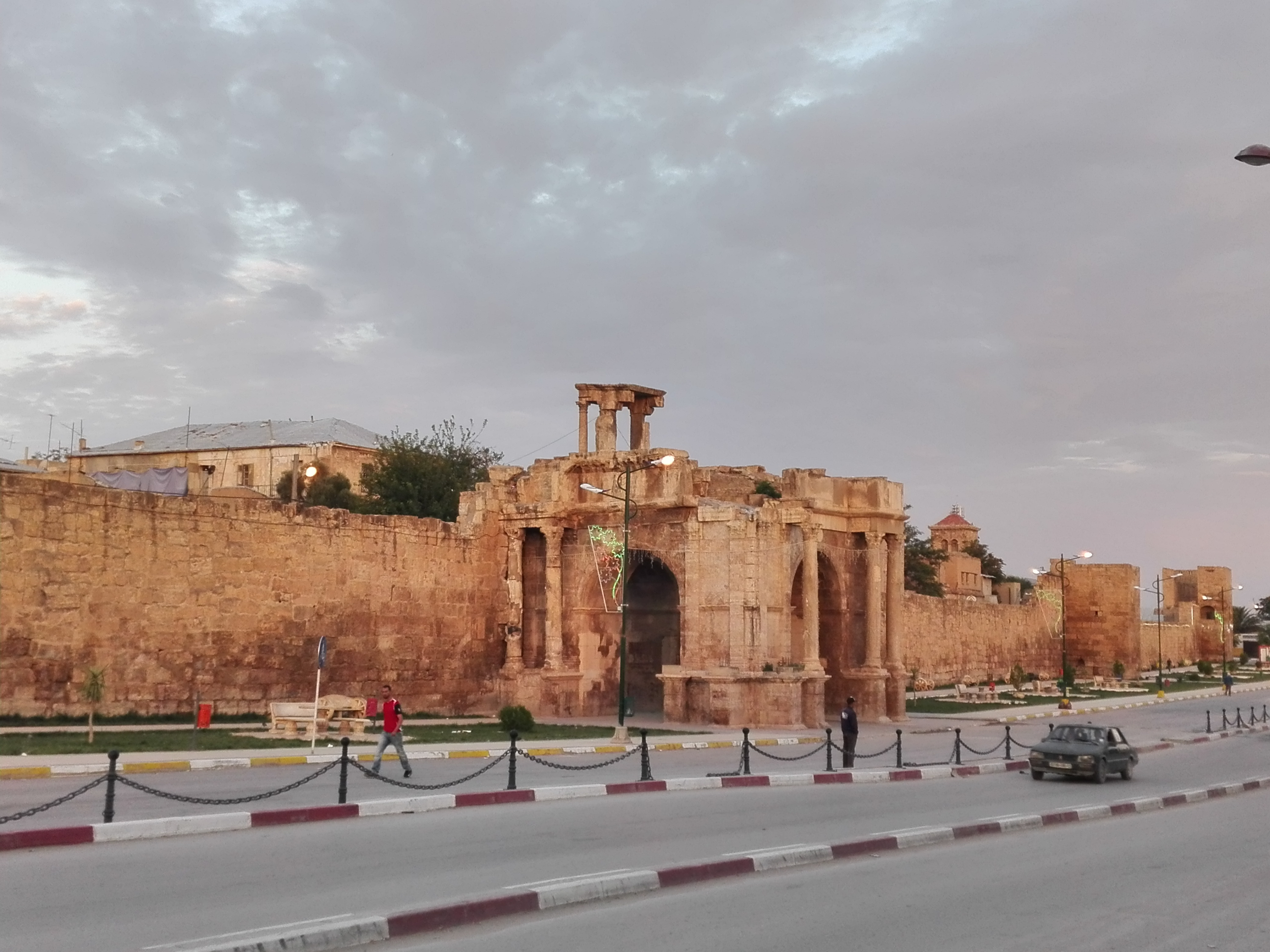
Древні руїни

Тебесса була заснована в VII столітті до н. е. як карфагенський військовий форпост. У 146 році до н. е. Тебесса перейшла під владу Римської імперії; римляни називали місто Тевесте (лат. Theveste). За римського панування місто розвивалося; до кінця правління імператора Траяна населення Тевести становило близько 30 000 чоловік. До нас дійшла римська фортеця, обнесена муром, з 12 вежами і 4 воротами з V століття; а також християнська базиліка (IV століття).

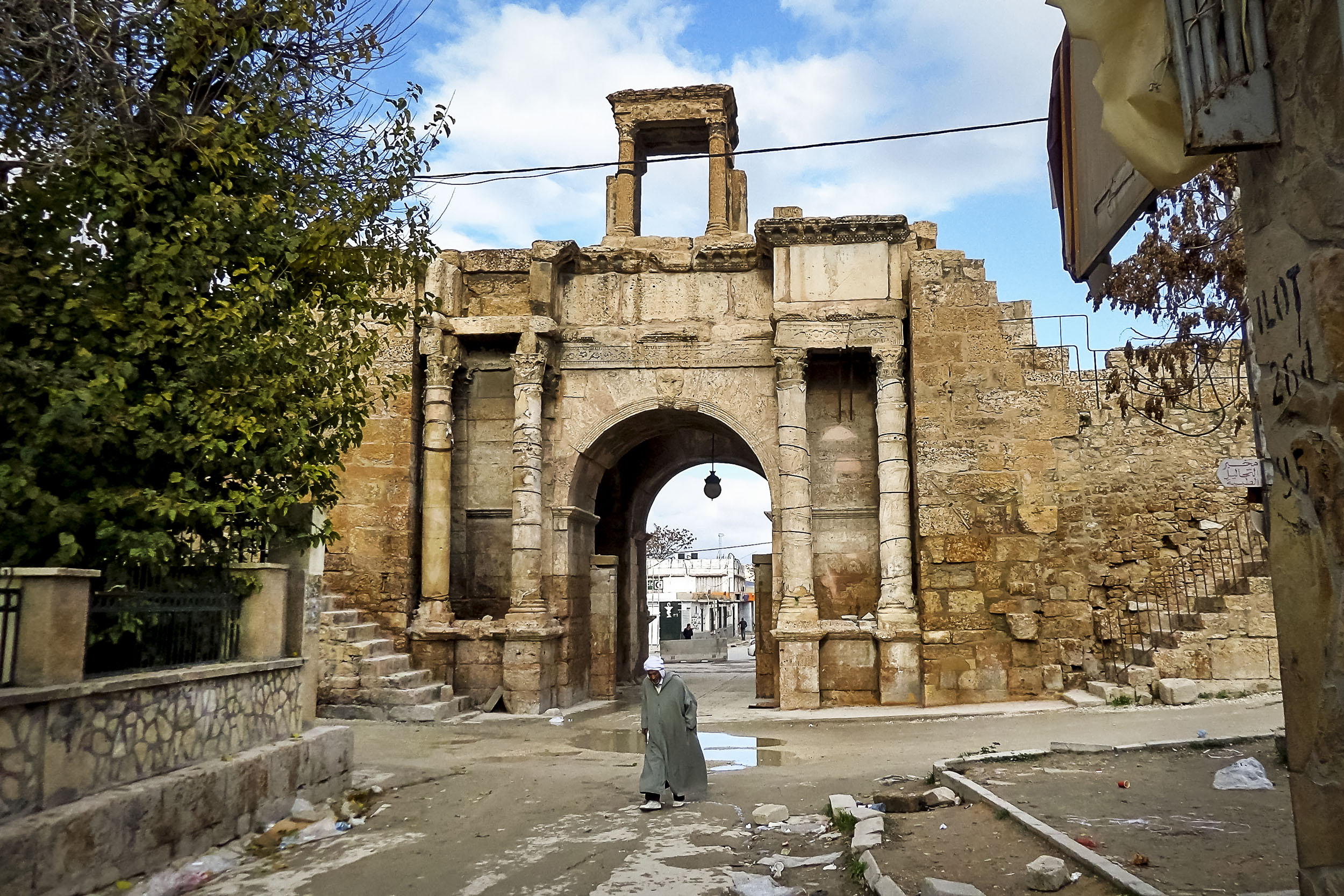
Руїни древніх воріт

У V і VI століттях Тебесса піддавалася нападам варварів, внаслідок чого прийшла в занепад; поки не була майже повністю зруйнована під час епохи арабських завоювань в VII столітті. Відродження Тебесси почалося тільки в XVI столітті, коли турецькі завойовники розмістили тут невеликий військовий гарнізон. Панування турків продовжувалось аж до 1830 року, коли Тебесса, так само, як і решта території північного Алжиру, були захоплені Францією.
Французьке панування тривало до 1962 року, коли Алжир отримав незалежність.

## Економіка і транспорт

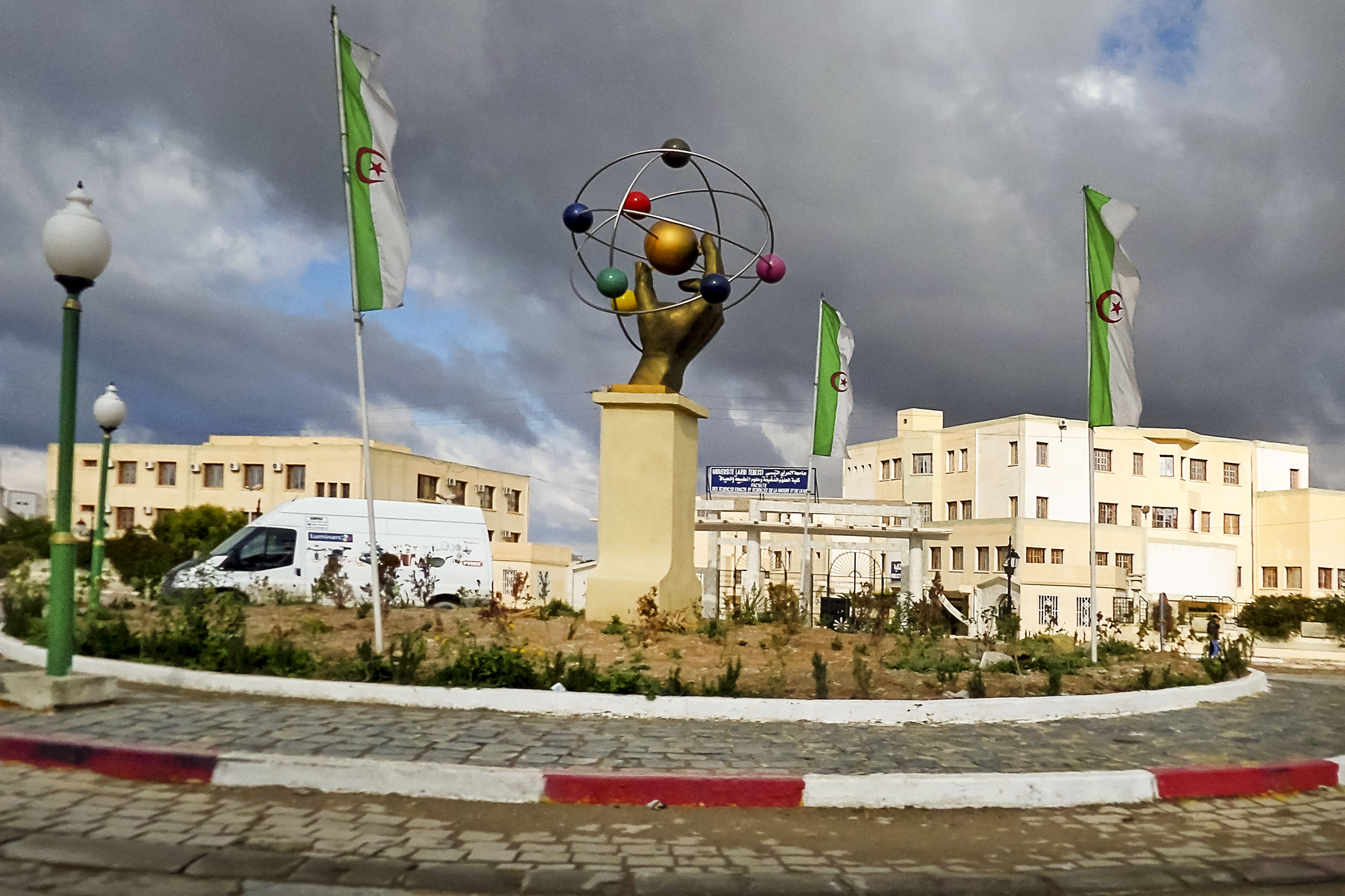
Площа в Тебессі

Основу економіки міста складають: видобуток фосфатів, торгівля зерном, травою еспарто (що йде на виробництво паперу), а також вівцями.
Також Тебесса є важливим транспортним пунктом; місто з'єднане автомобільними і залізничними шляхами, як з найбільшими містами самого Алжиру, так і з Тунісом. В місті розташований аеропорт.

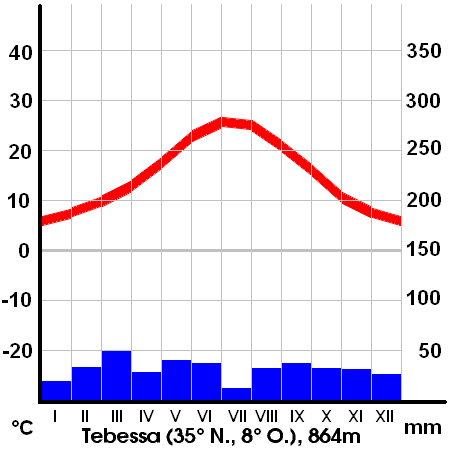
Клімат в Теббесі по місяцям

## Клімат
У Тебессі холодний семіаридний клімат (за класифікацією Кеппена BSk), зі спекотним, досить посушливим літом і м’якою, трохи вологішою зимою.

## Уродженці
Робер Мерль — французький письменник.